# Trentepohlia mcgregori
Trentepohlia mcgregori är en tvåvingeart som beskrevs av Alexander 1927. Trentepohlia mcgregori ingår i släktet Trentepohlia och familjen småharkrankar. Inga underarter finns listade i Catalogue of Life.